# Hora Štírů
Hora Štírů (Scorpion Mountain) je pátý díl fantasy literární série Bratrstvo od australského spisovatele Johna Flanagana. Knížka, která v originále vyšla v roce 2014 u australského nakladatelství Random House, byla do češtiny přeložena o rok později a vyšla v Česku u nakladatelství Egmont.

## Děj
Poté, co Volavky úspěšně osvobodili otroky ze Sokora, se setkávají s araluenským králem Duncanem, který je vysílá na další misi. Úkolem Volavek je zrušit tolfu, kterou vyhlásil Ikbál, bratr Jusála, kterého při boji zmrzačila princezna Kasandra. Tolfa je smlouva, kterou Ikbál podepsal se skupinkou zabijáků, kteří sídlí v Hoře Štírů v Aridě. Ti se budou snažit princeznu Kasandru zabít, dokud se jim to nepovede. Když jsou Volavky s princeznou na lovu poblíž hradu Araluen, podaří se jim zabránit jednomu pokusu a po vyslechnutí útočníka se dozvídají víc podrobností o Hoře Štírů a celé sektě zabijáků. Ještě před odjezdem do Aridy vymyslí Hal okuláry, díky kterým může Ingvar lépe vidět a být posádce v boji užitečný.
Po příjezdu do Aridy se Volavky s Gilanem setkávají se Seletinem, starým Gilanovým přítelem. Ten s nimi naplánuje útok na město Tabork, které obsadil Ikbál spolu s hellénským korzárem jménem Filip Krvavá ruka. Volavkám se povede zajmout Filipovu loď jménem Ištfana (Mořský leopard). S tou pak provedou překvapivý útok na přístav Taborku, zatímco Seletin zaútočí se svými vojáky na hlavní bránu. Během útoku je ovšem těžce zraněn Ulf, kterého do boku sekl jeden z Ikbálových vojáků. Město se i přesto povede dobýt a Gilan od Ikbála zjistí, že jediná možnost, jak tolfu zrušit, je buď smrt princezny Kasandry, nebo vůdce sekty, který si přezdívá šurmel. Protože je Ulf zraněný, odplouvají Volavky k Hoře Štírů bez něj.
O pár dní později Volavky zakotví u opuštěného města Efesa. V něm Hal sestrojí pozemní plachetnici, která ho spolu s Gilanem a Stigem dokáže rychle dopravit k Hoře Štírů. V ní Gilan vyzývá vůdce Štírů, šurmela, k boji, ve kterém ho zabíjí, čímž ruší tolfu proti princezně. Poté rychle opustí Horu Štírů a spěchají zpátky k Volavce, na kterou mezitím útočí oddíl padesáti šurmelových vojáků. Volavkám vedeným Thornem se podaří první útok odrazit a poté se stáhnou na palubu Volavky, kterou zakotví poblíž pobřeží. Z nebezpečí je dostává Hal s Gilanem a Stigem spolu se sedmdesáti vojáky kmene Bedullinů, vedených Gilanovým přítelem jménem Umar ibn Talůd. Po úspěšném zničení útočného oddílu Štírů vyplouvají Volavky do Taborku, kde vyzvednou již uzdraveného Ulfa a poté plují zpátky do Araluenu. Tam na ně čeká skandijská loď Vlčí volání, která je střídá v službě u araluenského pobřeží a tak se Volavky po roce vrací zpět do rodné Skandie, ve které jim je připravena velká oslava na uvítanou.